# Peilstock

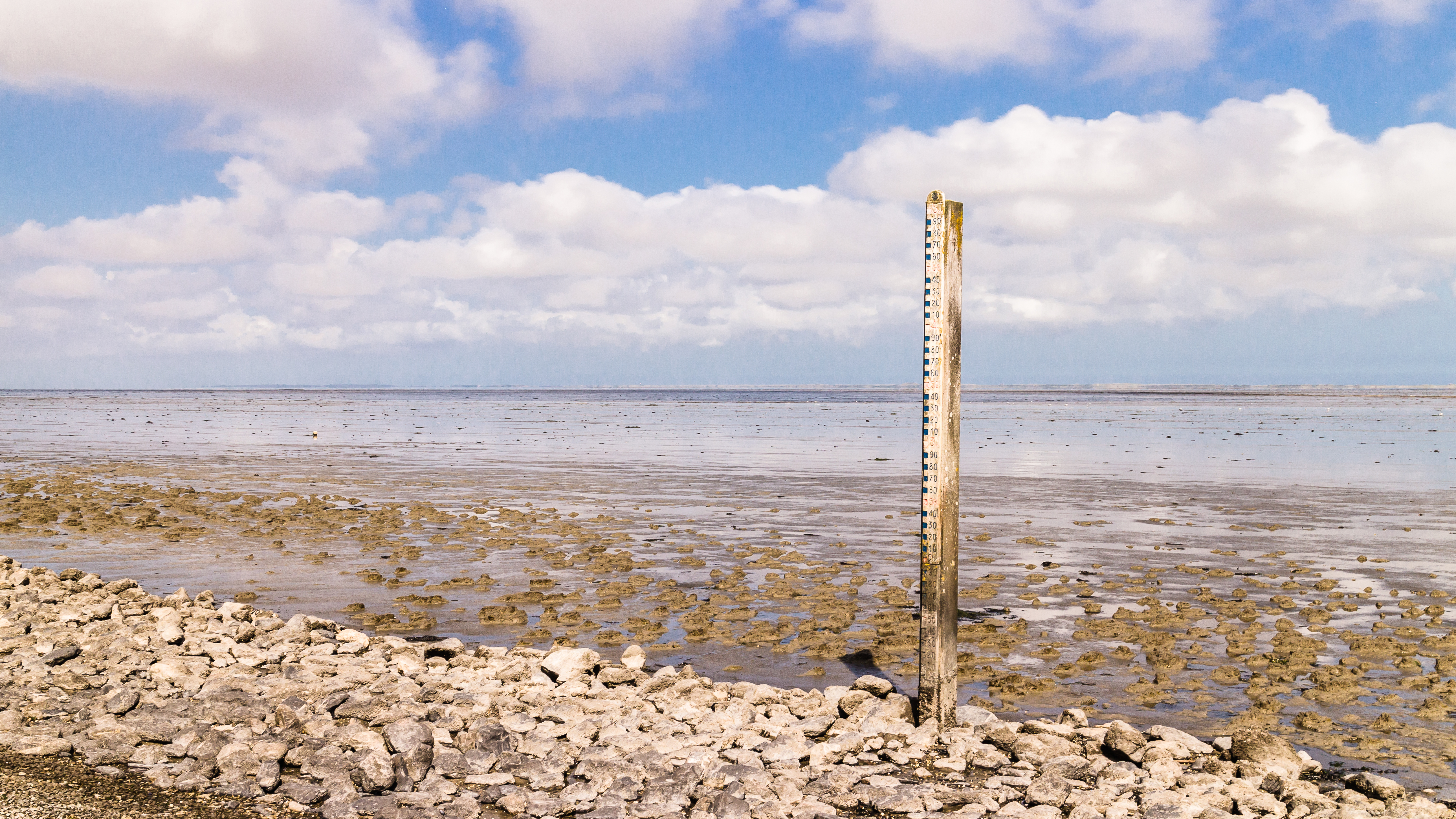
Peilstock am Wattenmeer bei Wierum, Niederlande.

Ein Peilstock ist ein Messstab, mit dem die Gewässertiefe bestimmt werden kann, sei es der Wasserstand in einem Tank (z. B. beim Bierbrauen), der Wasserstand in der Bilge eines Schiffes oder – in flachen Gewässern – die Wasserhöhe über dem Gewässerboden. Es ist ein bis zu fünf Meter langer Holz- oder Aluminiumstab, auf dem eine Maßstabsmarkierung aufgebracht ist. Auf Schiffen verwendet man oft einen Bootshaken als Peilstock oder Lotstock.